# 2017-es New York-i terrorcselekmény
2017. október 31-ei New York-i terrortámadás helyi idő szerint délután 3 óra után pár perccel történt, amikor egy merénylő egy bérelt platós kisteherautóval felhajtott a járdára a futók és kerékpárosok közé, egy parti kerékpárúton, Alsó-Manhattanben. A merénylő másfél kilométeren át haladt járművével gyalogosokat és biciklistákat elütve, mielőtt egy iskolabusszal ütközött. A merényletnek 8 halálos áldozata és 11 sérültje lett. A merénylőt egy rendőr végül hason lőtte, de nem halt bele sérüléseibe. A terroristát Sayfullo Soipovként azonosították.